# 半人马座θ流星雨
半人馬座θ流星雨是一個微弱的流星雨，出現的日期是1月23日至3月12日，但只適合在南半球觀測。

## 基本資料
- 縮寫：TCE

- 速度：60km/s

- 比率：微弱

- 小時數量：4

- 峰值日期：2月14日

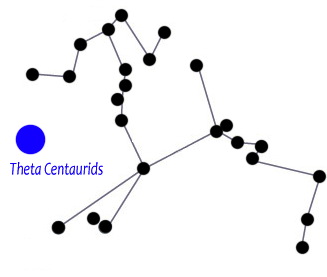
流星雨的大略位置。

- 輻射點：Alpha= 210 degrees, Delta= -40 degrees

## 更多資訊
半人馬座θ流星雨是流星雨列表中最南端的流星雨，它的輻射點位於豺狼座的西邊，適宜觀測的時間是夜間23點至凌晨5點之間。這個流星雨出現的時間與半人馬座流星雨有部分日子重疊，而且附近還有另一個半人馬座ο流星雨。
半人馬座θ流星雨的流星被認為是非常快速的，它出現的範圍是-9，+ 40；赤經14:00，赤緯 -41（赤經和赤緯就像天文學的經度和緯度）。這個流星雨迫切的需要深入的科學研究。

## 外部連結
- Custer Observatory
- Greg Eans
- International Meteor Organization（页面存档备份，存于）